# Mount Vernon (Alabama)
Mount Vernon ist eine Stadt im Mobile County im US-Bundesstaat Alabama. Das U.S. Census Bureau hat bei der Volkszählung 2020 eine Einwohnerzahl von 1.354 ermittelt. Das Gemeindegebiet umfasst 4,9 km², davon 0,53 % Wasserflächen. Mount Vernon liegt im nordöstlichen Teil des Countys an der Grenze zum Baldwin County.
Drei Kilometer nördlich des Ortes ist das Stahlwerk (Walzwerk) von ThyssenKrupp USA ansässig, das mit hohen Baukosten und großen Verlusten im Betrieb auf sich aufmerksam machte und nun kurz nach der Inbetriebnahme zum Verkauf angeboten wird (Stand September 2013). Das Werk erstreckt sich von der Bundesstraße 43 ostwärts bis zur Flussbiegung des Mobile River.

## Geschichte
Ein Ort in Mount Vernon ist im National Register of Historic Places eingetragen (Stand 30. Dezember 2019), der Mount Vernon Arsenal-Searcy Hospital Complex.

## Demografie
Die bei der Volkszählung im Jahr 2000 ermittelten 844 Einwohner von Mount Vernon lebten in 333 Haushalten; darunter waren 228 Familien. Die Bevölkerungsdichte betrug 172 pro km². Im Ort wurden 395 Wohneinheiten erfasst. Von den 844 Einwohnern sind mehr als die Hälfte, 53,0 %, Afroamerikaner, weitere 45,4 % sind Einwohner mit weißer Hautfarbe. Den Rest stellen Angehörige anderer ethnischer Volksgruppen. 34,8 % der Einwohner sind 24 Jahre alt, oder jünger, 16,7 % sind älter als 65; der Altersdurchschnitt beträgt 38 Jahre.
Unter den 333 Haushalten hatten 29 % Kinder unter 18 Jahren; 30 % waren Single-Haushalte. Die durchschnittliche Haushaltsgröße war 2,53, die durchschnittliche Familiengröße 3,19 Personen.
Der Median des Haushaltseinkommens betrug 29.861 $, der Median des Familieneinkommens 36.786 $. Das Prokopfeinkommen in Mount Vernon betrug 15.551 $. Unter der Armutsgrenze lebten 22,8 % der Einwohner.

## Persönlichkeiten
- William Trent Rossell (1849–1919), Brigadegeneral der United States Army